# Józef Warszawski
Józef Warszawski SJ, ps. Ojciec Paweł (ur. 9 marca 1903 w Hamburgu, zm. 1 listopada 1997 w Warszawie) – polski duchowny katolicki, prezbiter, filozof, kaznodzieja, działacz harcerski, profesor Papieskiego Uniwersytetu Gregoriańskiego, jezuita, major czasu wojny i kapelan Zgrupowania „Radosław”, kierownik polskiej sekcji Radia Watykańskiego.

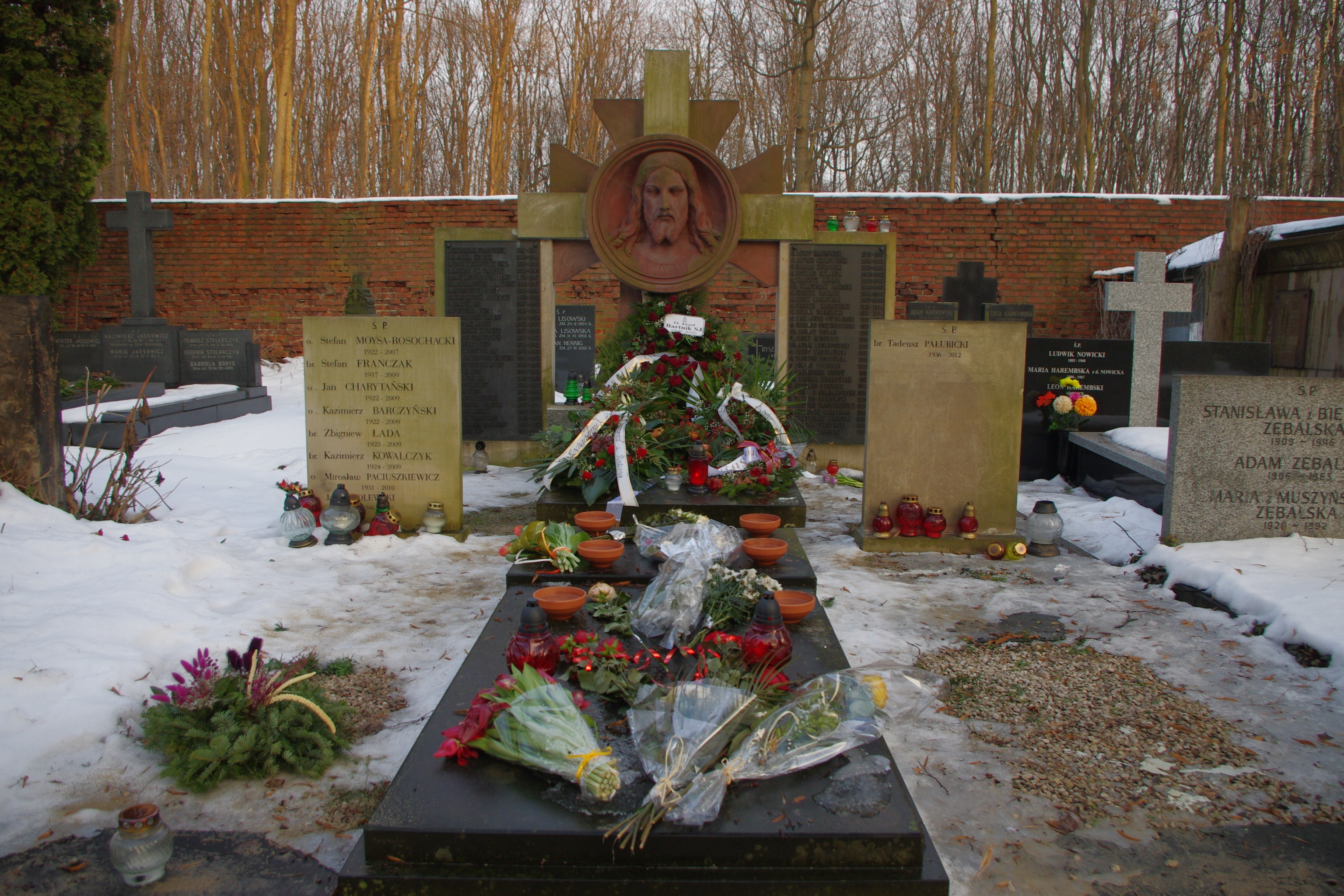
Grobowiec ojców jezuitów w Warszawie na Powązkach, gdzie pochowany jest Józef Warszawski

## Życiorys
Syn Wilhelma i Leokadii z domu Chełkowskiej. W 1914 ukończył w Hamburgu siedmioklasową Katolische Gemeindeschule. Po zakończeniu I wojny światowej przeprowadził się do Polski. Zamieszkał w Ostrowie Wielkopolskim, gdzie w 1920 ukończył Gimnazjum Męskie. Jako ochotnik w tym samym roku zgłosił się do wojska i wziął udział w wojnie polsko-bolszewickiej. W 1924 wstąpił do zakonu jezuitów w Kaliszu, gdzie odbył dwuletni nowicjat. Studiował filozofię w Krakowie i teologię w Lublinie. 18 czerwca 1933 otrzymał święcenia kapłańskie. Po studiach przez rok kierował biblioteką teologiczną na Bobolanum. Następnie wykładał filozofię i prowadził bibliotekę Papieskiego Seminarium Wschodniego w Dubnie. Od 1936 współpracował z warszawskimi pismami „Przegląd Powszechny” i „Sodalis Marianus”.
Brał udział w obronie stolicy we wrześniu 1939,  kapelan-ochotnik na Mokotowie. Podczas okupacji niemieckiej używał nazwiska Stanisław Kamiński. W konspiracji działał od sierpnia 1943, w służbie duszpasterskiej Armii Krajowej. Był redaktorem Wojskowej Katolickiej Agencji Prasowej. Wziął udział w powstaniu warszawskim, gdzie był kapelanem Zgrupowania „Radosław”. 12 sierpnia 1944 był delegatem zgrupowania do Komendy Głównej AK przy ul. Barokowej, aby po raz kolejny forsować plan ewakuacji AK do Kampinosu, w celu ocalenia ludności Warszawy i zapobieżenia całkowitemu zniszczeniu miasta. 23 września 1944 ks. Józef Warszawski uratował prawie 120 osób od śmierci, przeprowadzając je przez szeregi niemieckiej karnej kompanii, uzyskał dla nich od dowództwa niemieckiego status jeńców wojennych. Po upadku powstania znalazł się w obozach przejściowych w Żyrardowie i Skierniewicach. Potem przebywał w Stalagu III A Luckenwalde i Stalagu X B Sandbostel.
Do 1948 pracował w okupowanych przez Aliantów Niemczech jako kapelan harcerski i kapelan kobiecego obozu żołnierskiego w Oberlangen. Był organizatorem Zrzeszenia Wydawców i Dziennikarzy Polskich w Niemczech, współzałożycielem Zjednoczenia Polskiego i redaktorem „Biuletynu Informacyjnego”. W latach 1948–1950 w Londynie redagował pismo „Sodalis Marianus”. W 1950 wyjechał do Rzymu.
Od 13 października 1951 do 13 marca 1957 był kierownikiem Sekcji Polskiej Radia Watykańskiego. Ponadto pracował w Polskim Instytucie Historycznym i redagował seryjne wydawnictwo „Sacrum Poloniae Millenium”. Krótko przebywał w Chicago, po czym w 1959 wrócił do Rzymu, gdzie przez kilka lat kierował biblioteką kolegium „Bellarminum”. W 1969 przeniósł się do Grottaferrata pod Rzymem, gdzie poświęcił się pracy naukowej i publicystycznej, żywo angażując się w życie polskich środowisk emigracyjnych. W 1994 wrócił do Warszawy. W 1995 otrzymał Honorowe Obywatelstwo Miasta Ostrowa.
Został pochowany w grobowcu Zgromadzenia Jezuitów na cmentarzu Powązkowskim (kwatera 216-1/2/5/6-37/38/38).

## Upamiętnienie
W Ostrowie nazwano ulicę imienia o. Józefa Warszawskiego.

## Ordery i odznaczenia
- Krzyż Srebrny Orderu Wojennego Virtuti Militari (1944)[1] nr 11760[3]
- Krzyż Komandorski Orderu Odrodzenia Polski (1963, nadany przez rząd RP na uchodźstwie)[4]
- Krzyż Walecznych (1944)[1]
- Krzyż Armii Krajowej
- Warszawski Krzyż Powstańczy (1987)[1]
- Medal Polonia Mater Nostra Est